# Johann Friedrich von Hedemann-Heespen

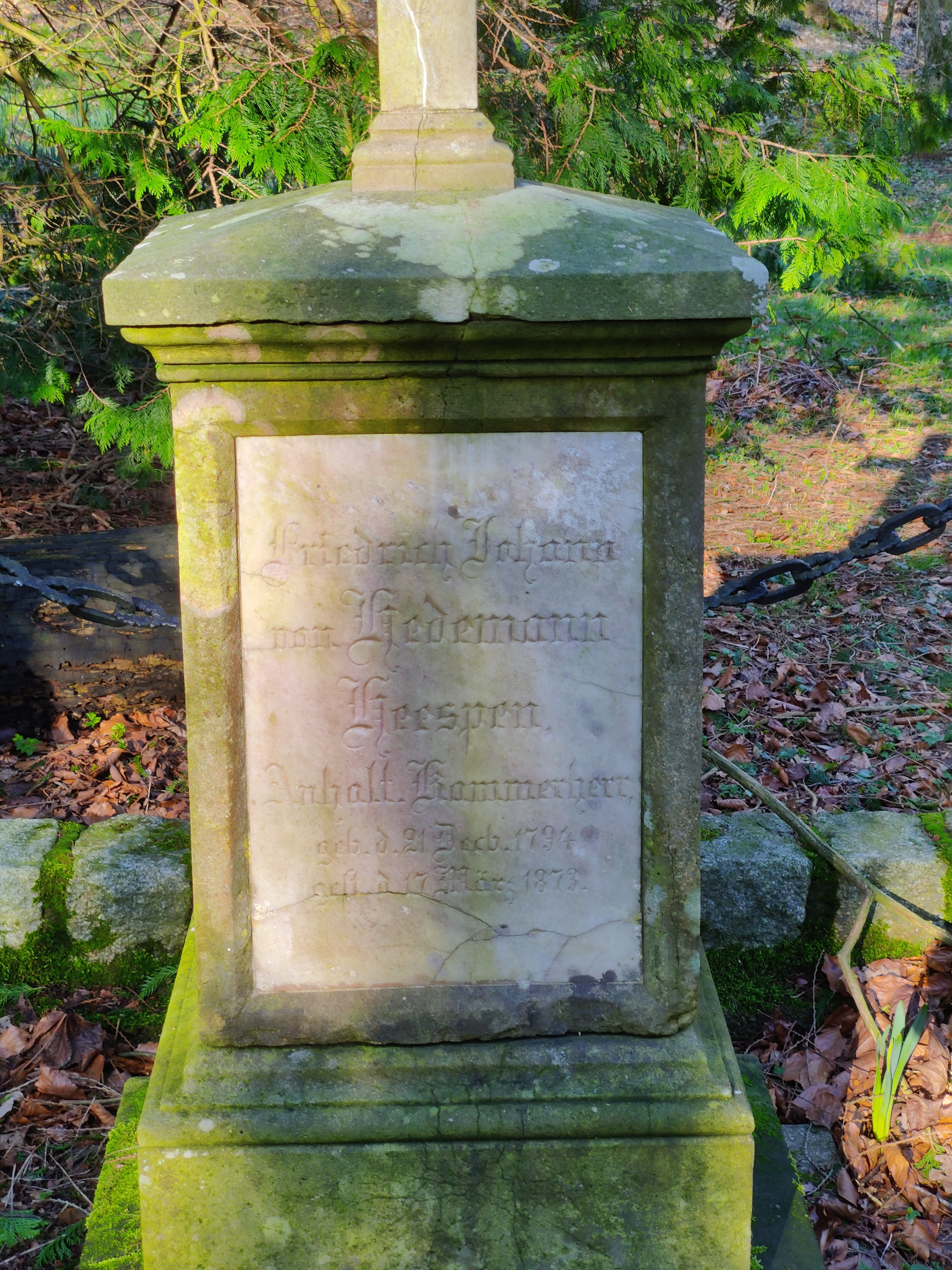
Grabstätte von Johann Friedrich von Hedemann-Heespen auf dem gutseigenen Waldfriedhof von Deutsch-Nienhof

Johann Friedrich „Fritz“ von Hedemann-Heespen (* 21. Dezember 1794 in Schleswig; † 17. März 1873 in Deutsch-Nienhof) war ein deutscher Gutsbesitzer in Schleswig-Holstein.

## Leben und Wirken
Johann Friedrich von Hedemann-Heespen war ein Sohn des Gutsbesitzers Christian Friedrich von Hedemann-Heespen und dessen Ehefrau Maria Josefa, geborene von Zencker. Nach einem Studium der Forstwirtschaft in Eldena und Dessau arbeitete er ab dem 27. April 1823 als anhaltinischer Kammerherr. Er unterstützte den dänischen Gesamtstaat und lehnte Preußen ab, trat jedoch politisch nicht nennenswert in Erscheinung. Er erbte Güter seines Vaters mitsamt deren Schulden und wirtschaftete derart erfolgreich, dass er sämtliche Belastungen abtragen konnte.
Am 21. Oktober 1824 heiratete von Hedemann-Heespen in Dessau Emma Thecla Agnes von Saldern (* 20. August 1805 in Dessau; † 9. Januar 1890 ebenda), deren Vater Otto von Saldern als anhaltinischer Oberforstmeister arbeitete und mit Wilhelmine, geborene von Glafey, verheiratet war. Das Ehepaar hatte den Sohn Friedrich von Hedemann-Heespen und die Tochter Clara (1821–1891), verheiratet mit dem anhaltischen Gutsherrn und Abgeordneten Hermann von Kalitsch (1818–1891).